# Battle Chasers
Battle Chasers é uma série de quadrinhos americano de fantasia de Joe Madureira, lançado em abril de 1998. Foi um dos quadrinhos mais populares na década de 1990, mas sofreu com problemas de programação extrema, com cerca de seis meses entre as edições, incluindo um atraso de 16 meses para a edição # 7. Madureira produziu um total de nove edições em quatro anos (publicando de dois a três trabalhos por ano), a um ritmo pelo qual foi criticado.
Originalmente publicado pela Wildstorm no selo Cliffhanger (fundada por Madureira, J. Scott Campbell e Humberto Ramos), a série mudou-se para Image Comics em 2001.
A última edição, # 9, foi publicada em Setembro de 2001 e teve um momento de angústia sem fim que nunca foi concluído, tal como # 10 (prevista para Novembro de 2001) nunca foi lançada e Joe Madureira deixou a indústria de quadrinhos para prosseguir na carreira de designer de videogames.
Em 2004, Battle Chasers foi publicada no Brasil pela Mythos Editora.

## Personagens

### Garrison
No início da série, Garrison é um bêbado em desespero com o falecimento de sua esposa. Ele é um espadachim legendário e é dono de uma poderosa espada mágica. Treinado em esgrima pelo Capitão da guarda Maestro e companheiro de batalha do desaparecido herói Aramus. Nos esboços originais do conceito dos personagens, a espada de Garrison era capaz de abrir semelhante a Espada Justiceira dos Thundercats.

### Gully
Gully é uma menina de nove anos cujo pai, Aramus desaparece misteriosamente deixando um poderoso conjunto de luvas mágicas para trás. Através da série compartilha uma amizade com Calibretto e Gnolan enquanto busca de seu pai.

### Calibretto
Um golem  de guerra ilegal, com uma personalidade muito gentil. O último de sua espécie, após todos os golems de guerra anteriores foram condenados a destruição. Seus braços podem disparar projéteis.

### Gnolan
Um mago poderoso, cerca de quinhentos anos. Seu companheiro é Calibretto, um golem de guerra.

### Red Monika
Uma caçadora de recompensas voluptuosa amiga de infancia de Garrison, e tem uma história aparente com ele. Nos esboços originais, Joe compara Monika a Jessica Rabbit do mundo de Battle Chasers.